# Romina Bachi
Romina Bachi (3 febbraio 1988) è una calciatrice italiana, centrocampista del Pontedera.

## Carriera
Dopo aver condiviso la scalata di categoria dalla Serie C regionale della Scalese, conquistando con il tecnico Nico Mattioli il primo posto nel girone C della stagione 2012-2013 di Serie A2, Romina Bachi gioca per la prima volta in Serie A, massimo livello del campionato italiano, affrontando il campionato 2012-2013.
La stagione con la squadra di San Miniato, complice anche la riforma del campionato che prevede la retrocessione di ben sei squadre, si rivela ostico per Bachi e compagne, quasi mai in grado di competere con le avversarie di caratura superiore, chiudendo con soli 10 punti, con 2 incontri vinti, 4 pareggiati e 24 persi, la sua prima ed unica stagione nella massima serie all'ultimo posto e la conseguente retrocessione in cadetteria. Nel corso del campionato riescono ad imporsi solo alla prima giornata di campionato, 1-0 sulle avversarie dell'Inter Milano con rete di Giulia D'Antoni al 30', e alla 30ª, 2-1 sul Napoli con reti di Benedetta Fenili al 10' e di Marilena Panicucci all'88'. Mattioli la impiega in 20 incontri su 30 di campionato, dove Bachi ha anche l'occasione di segnare la sua prima rete e la sua prima doppietta in serie A il 23 novembre 2013 alla 9ª giornata, dove realizza gli unici due gol per la sua squadra nell'incontro perso per 4-2 in casa delle avversarie del Graphistudio Pordenone; a queste si aggiunge la terza, quella dell'1-1 con l'Inter Milano del 18 gennaio 2014.
Durante il calciomercato estivo Bachi decide di trasferirsi al Castelfranco, iscritto alla Serie B, ritornata ad essere il secondo livello del campionato nazionale, per la stagione entrante La squadra, dopo un difficile avvio di stagione, riesce ad ottenere posizioni di centro classifica, aggiudicandosi al termine del campionato il 8º posto con 28 punti, frutto di 9 vittorie, 5 pareggi e 12 sconfitte.
Nell'estate 2015 decide di affrontare la nuova avventura della neoistituita Pontedera femminile iscritta al campionato di Serie C Toscana ed affidata alla guida di Renzo Ulivieri che, alternando i suoi impegni in ambito federale, continua l'attività nel femminile dopo essere tornato su una panchina, quella della Scalese femminile, dopo aver allenato la Reggina in Serie A (maschile) per parte della stagione 2007-2008.

## Palmarès
- Campionato italiano di Serie A2: 1

Scalese: 2012-2013